# Bert Bailey
Albert Edward Bailey, detto Bert (Auckland, 11 giugno 1868 – 30 marzo 1953), è stato un commediografo, attore e regista neozelandese naturalizzato australiano.

## Biografia
Secondogenito del contadino Christopher Bailey e della moglie Harriette Adelaide, si trasferì a Sydney con la madre all'età di sei anni dopo il divorzio dei genitori. Esordì nel mondo nel vaudeville a quindici anni e nel 1889 si unì alla compagnia di Edmund Duggan, con cui si esibì in tutta l'Australia.
Nel 1907 scrisse a quattro mani con Dugann la commedia The Squatter's Daughter e tre anni dopo diresse e interpretò l'omonimo adattamento cinematografico. I due collaborarono ancora alle commedia The Man from Outback (1909), The Prince and the Beggar Maid (1910) e On Our Selection (1912). On Our Selection si rivelò un enorme successo per Bailey, che vi recitò in centinaia di rappresentazioni e in un adattamento cinematografico nel 1932. Nel 1912 affittò l'Anderson Theatre di Melbourne insieme all'agente Julius Grant. Nel 1940 fu candidato al Premio Nobel per la letteratura.
Fu sposato con Ivy Gorrick dal 1902 alla morte dell'attrice nel 1942 e la coppia ebbe una figlia, Doreen.